# Hanson (Kentucky)
Hanson es una ciudad ubicada en el condado de Hopkins en el estado estadounidense de Kentucky. En el Censo de 2010 tenía una población de 742 habitantes y una densidad poblacional de 108,35 personas por km².

## Geografía
Hanson se encuentra ubicada en las coordenadas 37°25′1″N 87°28′43″O / 37.41694, -87.47861. Según la Oficina del Censo de los Estados Unidos, Hanson tiene una superficie total de 6.85 km², de la cual 6.81 km² corresponden a tierra firme y (0.49%) 0.03 km² es agua.

## Demografía
Según el censo de 2010, había 742 personas residiendo en Hanson. La densidad de población era de 108,35 hab./km². De los 742 habitantes, Hanson estaba compuesto por el 97.57% blancos, el 1.75% eran afroamericanos, el 0% eran amerindios, el 0% eran asiáticos, el 0% eran isleños del Pacífico, el 0.13% eran de otras razas y el 0.54% pertenecían a dos o más razas. Del total de la población el 0.27% eran hispanos o latinos de cualquier raza.